# Campionati europei di skeleton 2010
I Campionati europei di skeleton 2010, sedicesima edizione della manifestazione organizzata dalla Federazione Internazionale di Bob e Skeleton, si sono tenuti il 22 e il 23 gennaio 2010 a Igls, in Austria, sulla Kunsteisbahn Bob-Rodel Igls, il tracciato sul quale si svolsero le competizioni del bob e dello slittino ai Giochi di Innsbruck 1976 e le rassegne continentali del 1981 e del 1983 (unicamente nella specialità maschile). La località tirolese ha quindi ospitato le competizioni europee per la terza volta nel singolo maschile e per la prima in quello femminile. Anche questa edizione si è svolta con la modalità della "gara nella gara" contestualmente all'ottava e ultima tappa della Coppa del Mondo 2009/2010 e ai campionati europei di bob 2010.

## Risultati

### Skeleton uomini
La gara si è disputata il 23 gennaio 2010 nell'arco di due manches e hanno preso parte alla competizione 19 atleti rappresentanti 11 differenti nazioni.
| Pos. | Atleti                | Nazione     | Tempo   | Distacco |
| ---- | --------------------- | ----------- | ------- | -------- |
|      | Martins Dukurs        | Lettonia    | 1:46.14 |          |
|      | Frank Rommel          | Germania    | 1:46.39 | +0.25    |
|      | Aleksandr Tret'jakov  | Russia      | 1:46.49 | +0.35    |
| 4    | Tomass Dukurs         | Lettonia    | 1:47.02 | +0.88    |
| 5    | Michi Halilovic       | Germania    | 1:47.22 | +1.08    |
| 6    | Sandro Stielicke      | Germania    | 1:47.23 | +1.09    |
| 7    | Kristan Bromley       | Regno Unito | 1:47.24 | +1.10    |
| 8    | Matthias Guggenberger | Austria     | 1:47.25 | +1.11    |
| 9    | Sergej Čudinov        | Russia      | 1:47.45 | +1.31    |
| 10   | Andy Wood             | Regno Unito | 1:47.57 | +1.43    |

### Skeleton donne
La gara si è svolta il 22 gennaio 2010 nell'arco di due manches e hanno preso parte alla competizione 13 atlete rappresentanti 7 differenti nazioni.
| Pos. | Atleti             | Nazione     | Tempo   | Distacco |
| ---- | ------------------ | ----------- | ------- | -------- |
|      | Anja Huber         | Germania    | 1:49.57 |          |
|      | Kerstin Szymkowiak | Germania    | 1:49.93 | +0.36    |
|      | Shelley Rudman     | Regno Unito | 1:50.25 | +0.68    |
| 4    | Marion Trott       | Germania    | 1:50.68 | +1.11    |
| 5    | Svetlana Trunova   | Russia      | 1:50.73 | +1.16    |
| 6    | Amy Williams       | Regno Unito | 1:50.80 | +1.23    |
| 7    | Donna Creighton    | Regno Unito | 1:51.10 | +1.53    |
| 8    | Elena Judina       | Russia      | 1:51.11 | +1.54    |
| 8    | Maya Pedersen      | Norvegia    | 1:51.11 | +1.54    |
| 10   | Desirée Bjerke     | Norvegia    | 1:51.50 | +1.93    |

## Medagliere
| Pos.   | Paese       | Oro | Argento | Bronzo | Totale |
| ------ | ----------- | --- | ------- | ------ | ------ |
| 1      | Germania    | 1   | 2       | 0      | 3      |
| 2      | Lettonia    | 1   | 0       | 0      | 1      |
| 3      | Regno Unito | 0   | 0       | 1      | 1      |
| 3      | Russia      | 0   | 0       | 1      | 1      |
| Totale | Totale      | 2   | 2       | 2      | 6      |